# Teatralnaja (metrostation Samara)
Teatralnaja (Russisch: Театральная) is een station in aanbouw van de metro van Samara. Het station kreeg in het Sovjet-tijdperk de naam Koejbysjevplein (Площадь имени Куйбышева). In 2008 werd het Sovjet ontwerp herzien en het station kreeg de naam Teatralnaja als verwijzing naar het belendende Opera- en ballettheater. De metro van Samara kampt al sinds het begin van de aanleg met de bekostiging en ook de opening van Teatralnaja is voor onbepaalde tijd uitgesteld.